# Phélypeaux

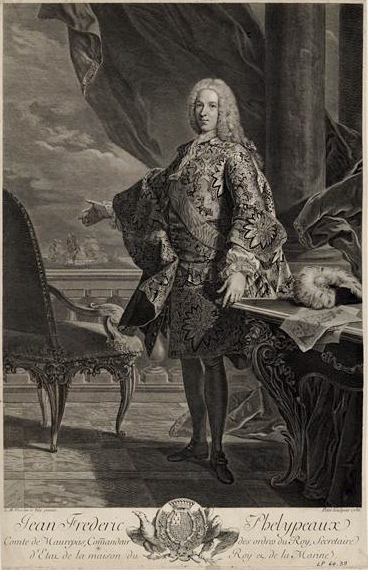
Jean-Frédéric Phélypeaux, hrabě de Maurepas (1701–1781), francouzský první ministr 1776–1781

Phélypeaux je jméno francouzské šlechtické rodiny připomínané od 13. století. V 17. a 18. století se rodina stala jednou z nejvýznamnějších z úřednické šlechty (noblesse de robe) a získala několik šlechtických titulů. Jméno Phélypeaux se stalo zosobněním zkorumpovaného prostředí státní správy předrevoluční Francie, kdy vlivné úřady byly prodejné a nejvyšší státní funkce přecházely prakticky dědičně z otce na syna. Z rodiny pocházelo v 17. a 18. století celkem jedenáct ministrů, dva arcibiskupové v Bourges, další členové rodu našli uplatnění v armádě a diplomacii. Princip dědičnosti úřadů je patrný zejména ve funkci ministra pro církevní záležitosti (Secrétaire d'État de la Religion prétendue réformée), který zastávalo nepřetržitě šest členů rodu v letech 1610–1775. Po rodině Colbertů převzali úřad ministra královského domu (Sécrataire d'État de la Maison du Roi), který do značné míry naplňoval kompetence ministerstva vnitra a Phélypeauxové jej drželi nepřetržitě v letech 1690–1775. Ve třech generacích spravovali také resort námořnictva (Sécretaire d'État de la Marine, 1690–1715, 1723–1749). Nejvýznamnějším členem rodu byl Jean-Fréderic Phélypeaux, hrabě de Maurepas (1701–1781), v mládí dlouholetý ministr námořnictva (1723–1749), později díky intrikám markýzy de Pompadour odvolán a donucen k dlouholetému vyhnanství. Ke dvoru se vrátil za vlády Ludvíka XVI., kdy se stal prvním ministrem (1776–1781). Díky sňatkům a výkonu dobře placených státních úřadů rodina zbohatla a získala řadu statků v různých částech Francie. Phélypeauxům patřily mimo jiné dva zámky na Loiře, hlavním rodovým sídlem byl honosný zámek Château de Pontchartrain nedaleko od Versailles. Vlastnili také paláce v Paříži (Hôtel Fieubet). Po ministru zahraničí hraběti Saint-Florentin byl pojmenován palác Hôtel de Saint-Florentin a po něm pak ulice Rue Saint-Florentin vycházející severním směrem z náměstí Place de la Concorde. Díky partipaci členů rodiny ve správě námořnictva bylo jejich jménem pojmenováno také několik lokalit v bývalých francouzských koloniích v severní Americe (jezero Pontchartrain).

## Dějiny rodu

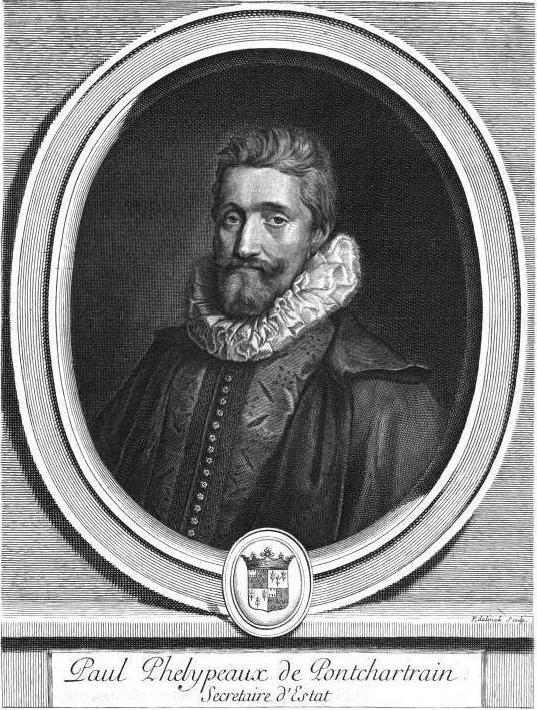
Paul Phélypeaux (1569–1621), státní sekretář a člen regentské rady za nezletilého Ludvíka XIII.

Začátek rodové historie spadá do konce 13. století, kdy se rodina připomíná pod původním jménem 'Le Picard'. Jean Le Picard byl strážcem pečeti hraběte z Blois a v roce 1297 se uvádí jako měšťan v Blois. Od následující generace potomci začali užívat jméno Philippeau, podoba jména později kolísala mezi různými formami (Phélippeaux, Phélypeaux). Členové rodu nadále žili v Blois, kde se uplatňovali v městské radě, později ale začali získávat i menší statky. Raymond Phélypeaux koupil v roce 1535 část panství La Vrillière, od nějž byly později odvozeny vysoké šlechtické tituly. Za vlády Jindřicha IV. se ve státních službách prosadili dva bratři Phélypeauxové, kteří stáli u zrodu dvou nových rodových větví, La Vrillière a Pontchartrain.

## Phélypeaux de La Vrillière

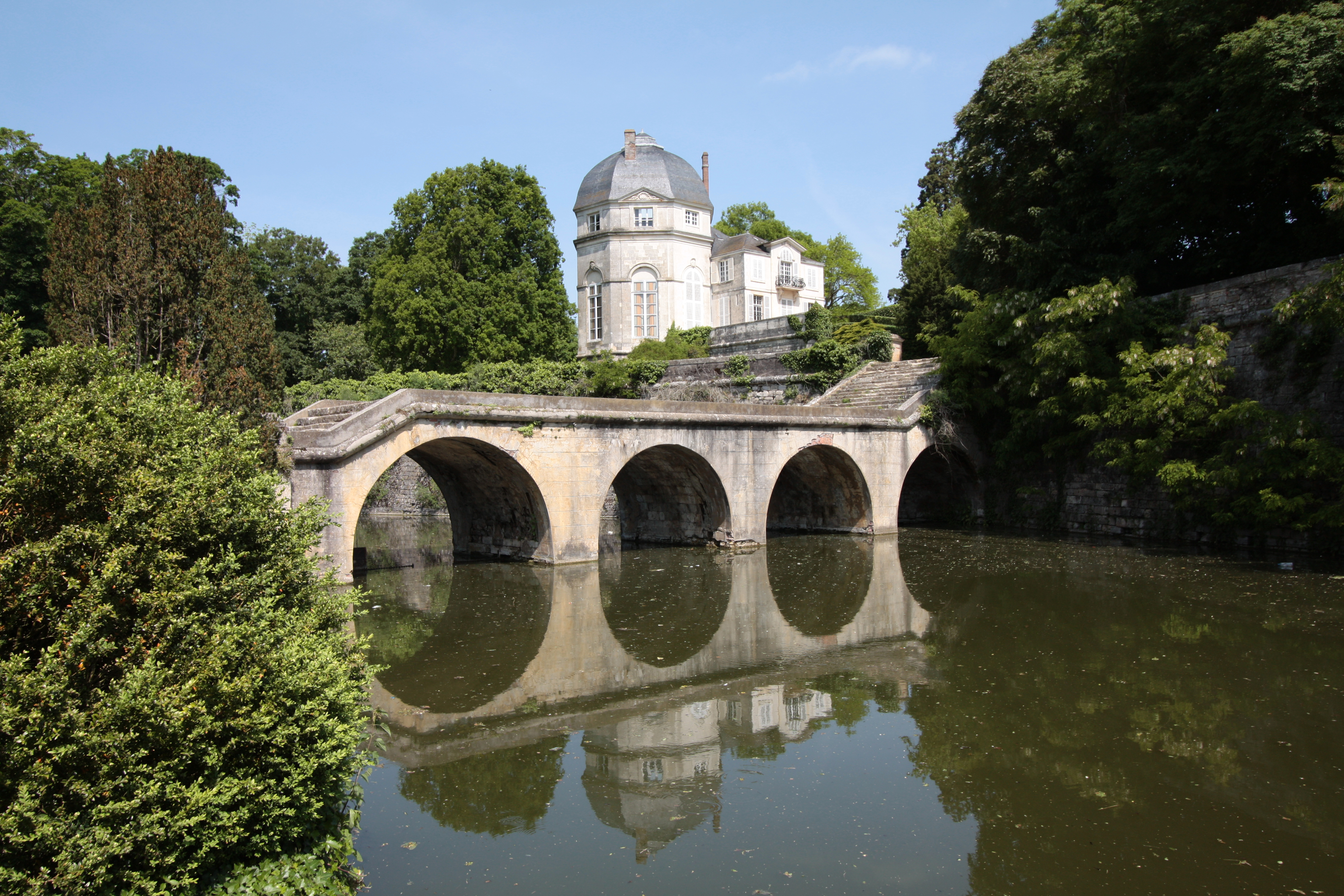
Zámek Châteauneuf-sur-Loire (departement Loiret)

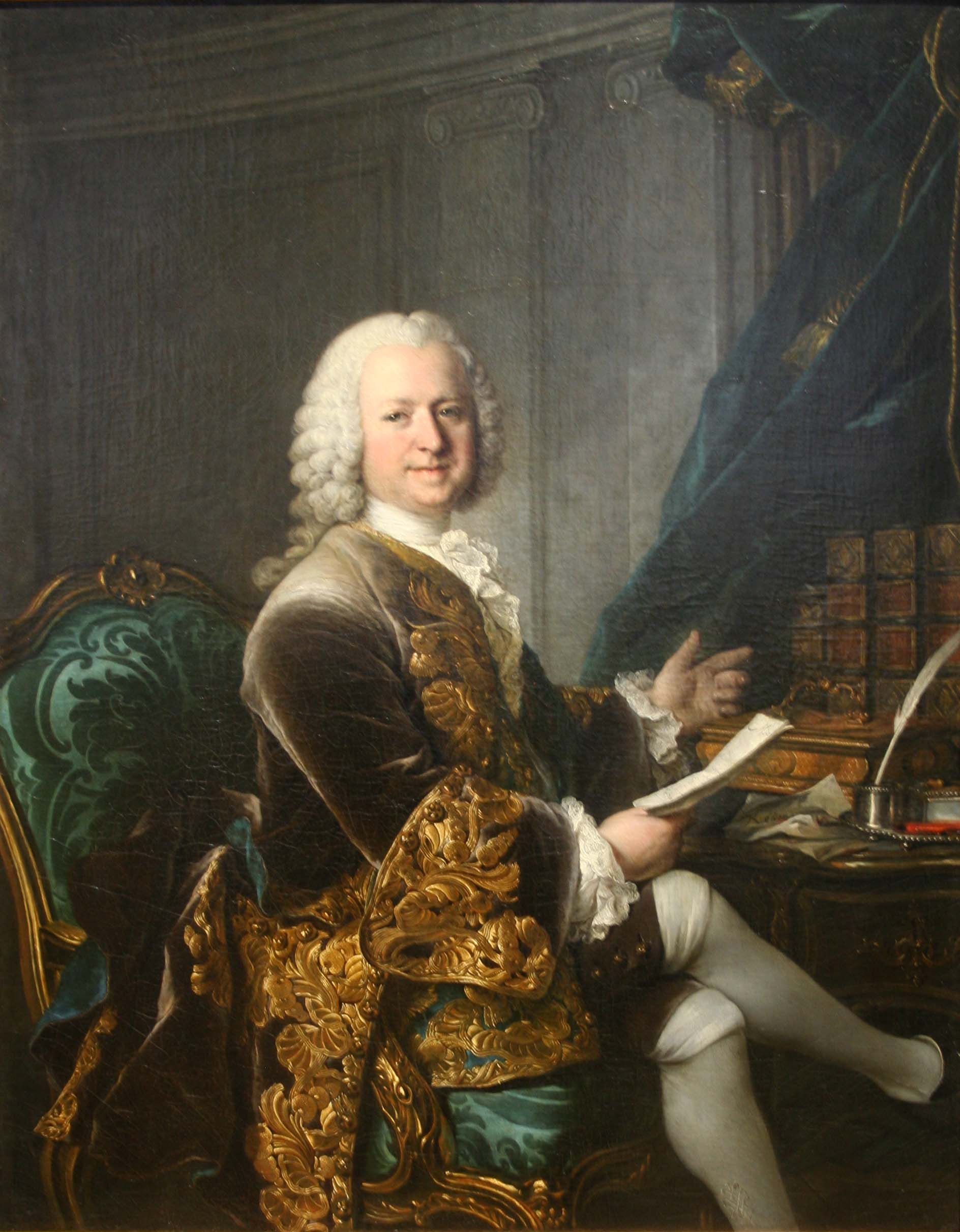
Louis Phélypeaux, hrabě de Saint-Florentin (1705–1777), portrét z roku 1748 (Muzeum v Marseille)

Starší větev La Vrillière založil Raymond II. Phélypeaux (1560–1629), který se ve státních úřadech prosadil až díky kariéře svého mladšího bratra Paula, ale již koncem 16. století si nechal v Paříži postavit vlastní palác (Hôtel Fieubet). Po bratrově smrti převzal úřad ministra pro církevní záležitosti (Secrétaire d'État de la Religion prétendue réformée, 1621–1629) a v letech 1626–1629 byl i ministrem zahraničí, i když zahraniční politiku v té době určoval především kardinál Richelieu. Raymondův starší syn Balthazar Phélypeaux (†1663) byl státním radou a jeho potomstvo se označovalo podle vlastnictví panství Herbault. Balthazarovi vnuci Antoine a Henri sloužili u námořnictva a oba padli v roce 1704 v bitvě u Málagy. Antoinův syn Georges Louis Phélypeaux (†1742) sloužil v armádě a byl radou pařížského parlamentu. Získal titul hraběte d'Herbault. Posledním potomkem této linie byl jeho syn Georges Louis Phélypeaux (1729–1787), který byl arcibiskupem v Bourges (1757–1787) a kancléřem Řádu sv. Ducha.
Nejmladší Raymondův syn Antoine (†1665) byl již v mládí radou pařížského parlamentu, později státním radou a označoval se podle vlastnictví panství du Verger (respektive Vergier). Měl dva syny, starší z nich Raymond Balthazar Phélypeaux (1653–1713) dosáhl významného postavení v armádě a diplomacii. Mimo jiné byl státním radou, v armádě dosáhl hodnosti generálporučíka a jako vyslanec působil u kolínského arcibiskupa a v Savojsku. Nakonec byl guvernérem francouzských kolonií v Karibiku a zemřel na Martiniku. Jeho mladší bratr Jacques Antoine Phélypeaux (1654–1732) byl biskupem v Lodève.
Hlavním pokračovatelem větve La Vrillière byl Raymondův prostřední syn Louis Phélypeaux de La Vrillière (1599–1681), který byl po otci ministrem pro církevní záležitosti (1629–1681), kromě toho zastával funkci ceremoniáře královského dvora a v roce 1678 byl povýšen na markýze de Châteauneuf. Tento titul byl odvozen od jeho rodového sídla Châteauneuf-sur-Loire, který patří do skupiny zámků na Loiře. Louis Phélypeaux byl ženatý s Marií Particelli, dcerou ministra financí d'Emeryho. Měli spolu sedm synů, z nichž tři padli v tehdejších válkách. Třetí syn Michel Phélypeaux (1642–1694) byl arcibiskupem v Bourges (1676–1694). Pokračovatelem rodu byl Balthazar Phélypeaux, markýz de Châteauneuf (1638–1700), který byl opět ministrem pro církevní záležitosti (1681–1700) a zastával další funkce u dvora. Jeho dcera Charlotte Thérèse (1676–1697) byla první manželkou pozdějšího vojevůdce války o španělské dědictví, maršála vévody de La Feuillade. Louis II. Phélypeaux, markýz de La Vrillière et de Châteauneuf (1672–1725), byl již od mládí státním sekretářem a v letech 1715–1718 jako ministr královského domu členem regentské rady za nezletilého Ludvíka XV. Posledním potomkem této linie byl Louis III. Phélypeaux (1705–1777), který řadu let za vlády Ludvíka XV. zastával funkce ministra pro církevní záležitosti (1725–1775) a ministra královského domu (1749–1774). Krátce byl i ministrem zahraničí (1770–1771) a jako jediný z rodiny dosáhl titulu vévody (vévoda de La Vrillière 1770, po většinu své kariéry byl známý pod jménem hrabě de Saint-Florentin).

## Phélypeaux de Pontchartrain

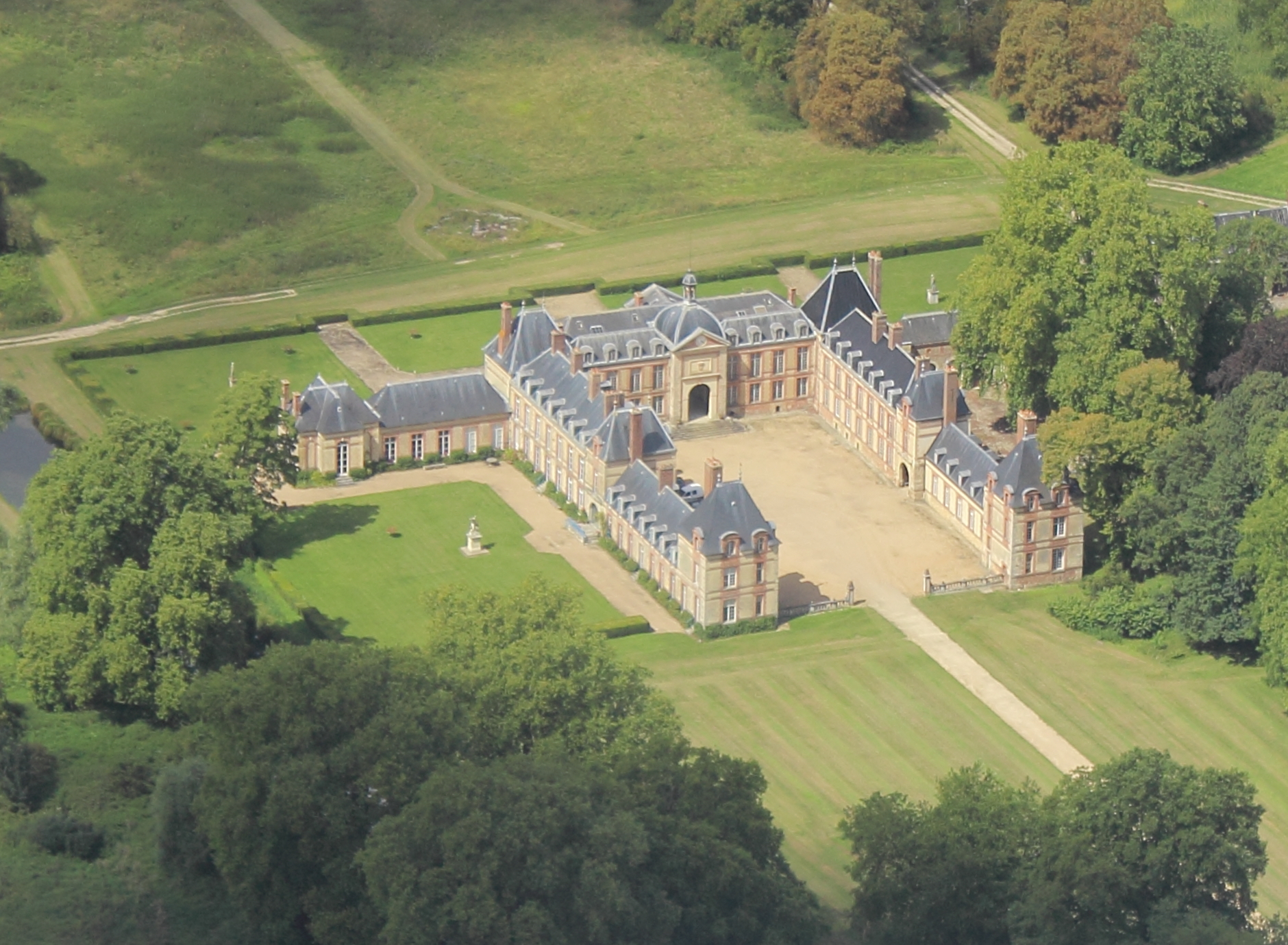
Zámek Château de Pontchartrain (departement Île-de-France), hlavní rodové sídlo v 17. a 18. století

Mladší linii de Pontchartrain založil Paul Phélypeaux (1569–1621), který se prosadil jako státní úředník ve službách Jindřicha IV., později jako ministr patřil k vlivným osobnostem regentské vlády Marie Medicejské za nezletilého Ludvíka XIII. Jeho mladší bratr Jean Phélypeaux (†1660) byl státním radou a uplatnil se také ve službách Marie Medicejské. Vlastnil panství Villesavin se zámkem na Loiře, který pak zdědila jeho jediná dcera Anne Phélypeaux (1613–1694), provdaná za ministra zahraničí hraběte de Chavigny.
Paul Phélypeaux získal v roce 1609 panství Pontchartrain, od nějž byly později odvozeny vysoké šlechtické tituly. Paulův syn Louis Phélypeaux (1613–1685) byl parlamentním radou v Paříži, státním sekretářem a dlouholetým prezidentem účetní komory (Président de Chambre des comptes, 1650–1671). V roce 1653 rozšířil rodový majetek o panství Maurepas v sousedství zámku Pontchartrain nedaleko od Versailles. Zámek Pontchartrain prošel během 17. a 18. století několika přestavbami a stalo se z něj reprezentativní rodinné sídlo s velkým parkem. Zásluhu na tom měl především Louisův syn Louis II. Phélypeaux, hrabě de Pontchartrain (1643–1727), který byl dlouholetým ministrem financí a námořnictva (1689–1699) a nakonec kancléřem Francie (1699–1714). Ministerstvo námořnictva po něm převzal syn Jerôme Phélypeaux, hrabě de Pontchartrain (1674–1747). Ten byl ve starší době vnímán jako viník úpadku francouzského námořnictva během války o španělské dědictví, moderní historiografie ale jeho působení v úřadu ministra námořnictva přehodnotila. Pokračoval ve zvelebování hlavního rodového sídla Pontchartrain a také nadále rozšiřoval majetek. Koupil panství Chef-Boutonne (1712), panství Beynes se zříceninou starobylého hradu (1713) a nakonec od rodu Colbertů získal v roce 1715 zámek Château-sur-Cher. Měl tři syny, kteří se uplatnili ve státní sféře, armádě a církvi. Prostřední syn Paul Jerôme Phélypeaux, markýz de Chef-Boutonne (1703–1775), dosáhl v armádě hodnosti generálporučíka a byl generálním inspektorem jezdectva. Nejstarší syn Jean-Frédéric Phélypeaux, hrabě de Maurepas (1701–1781), byl dlouholetým ministrem námořnictva (1723–1749), ale byl odvolán poté, co se dostal do konfliktu s markýzou de Pompadour. Po čtvrtstoletí ve vyhnanství byl znovu povolán až na počátku vlády Ludvíka XVI., kdy se stal prvním ministrem (1776–1781).
Kromě těchto dvou hlavních linií existovala od 15. století ještě jedna rodová větev, která setrvala u původního jména Le Picard (respektive Le Picard de Phélyppeaux). Její potomstvo patřilo k nevýznamné venkovské šlechtě a označovalo se podle vlastnictví panství Frontenailles. Posledním potomkem této větve byl Antoine Le Picard de Phélypeaux (1767–1799), který byl Napoleonovým spolužákem z vojenské školy, za revoluce emigroval a vstoupil do služeb britského námořnictva. Padl v bitvě u Saint-Jean d'Acre a jím celý rod Phélypeauxů vymřel.

## Osobnosti

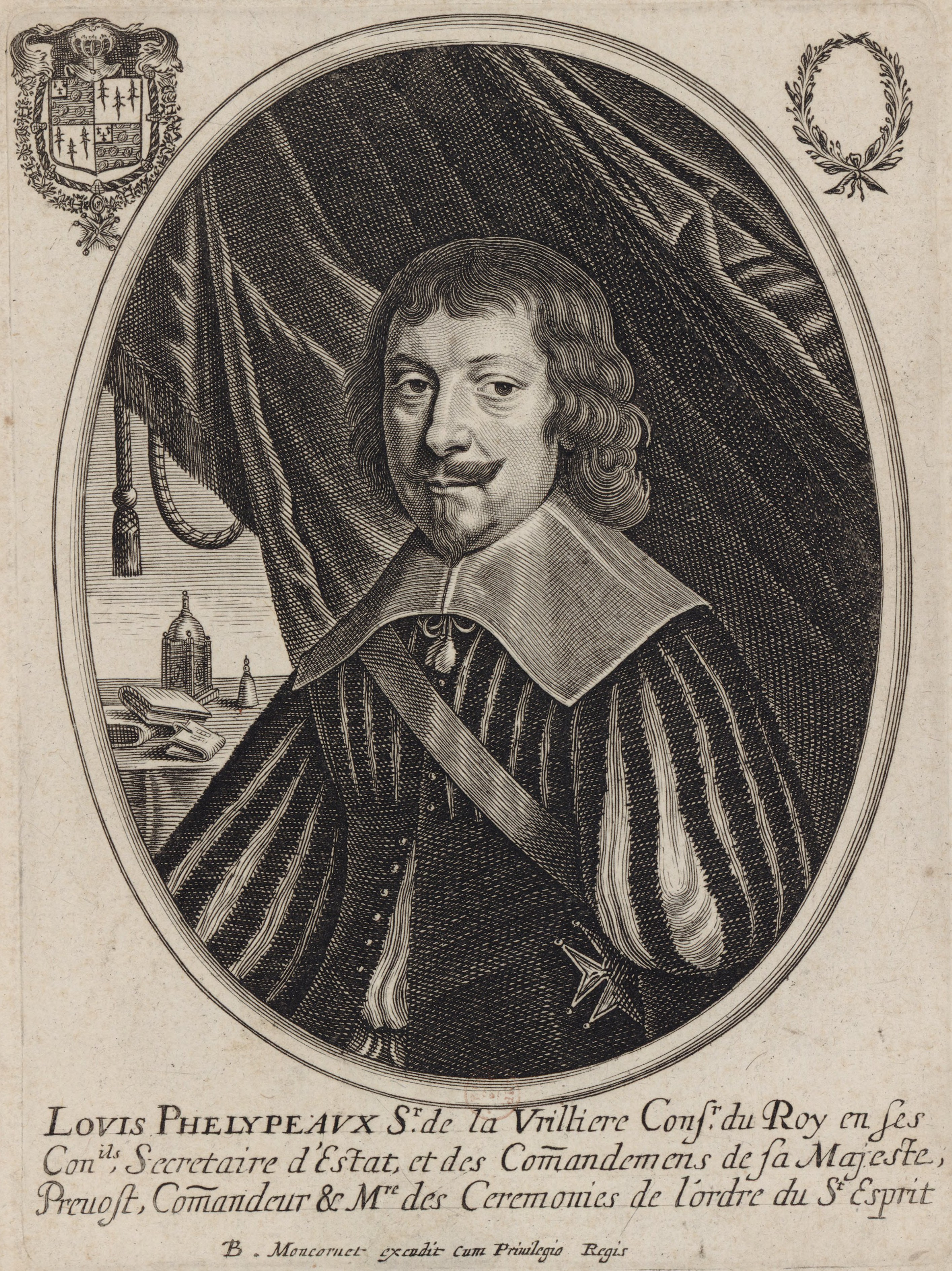
Louis Phélypeaux de la Vrillière (1599–1681)

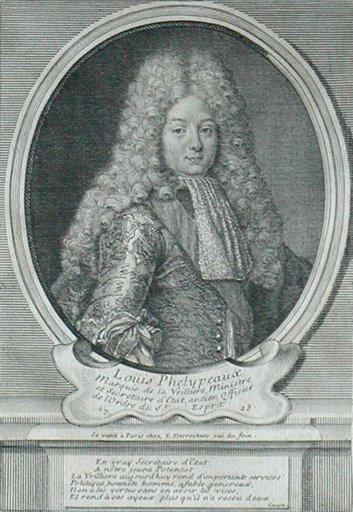
Louis Phélypeaux, markýz de La Vrillière (1673–1725)

- Raymond Phélypeaux (1560–1629), ministr pro církevní záležitosti (1621–1629), ministr zahraničí (1626–1629)
- Paul Phélypeaux (1569 1621), ministr pro církevní záležitosti (1610–1621), člen regentské rady Marie Medicejské
- Louis Phélypeaux de La Vrillière (1599–1681), ministr pro církevní záležitosti (1629–1681)
- Louis Phélypeaux (1614–1685), prezident účetní komory (1650–1671)
- Balthazar Phélypeaux, markýz de Châteauneuf (1638–1700), ministr pro církevní záležitosti (1681–1700)
- Michel Phélypeaux (1642–1694), arcibiskup v Bourges (1676–1694)
- Louis Phélypeaux, hrabě de Pontchartrain (1643–1727), ministr financí (1689–1699), ministr námořnictva (1690–1699), kancléř Francie (1699–1714)
- Raymond-Balthazar Phélypeaux (1653–1713), generál, diplomat, guvernér francouzských kolonií v Karibiku
- Jacques-Antoine Phélypeaux (1654–1732), biskup v Lodève (1692–1732)
- Louis Phélypeaux, markýz de La Vrillière (1672–1725), ministr pro církevní záležitosti (1700–1725) a královského domu (1715–1718)
- Jérôme Phélypeaux, hrabě de Pontchartrain (1674–1747), ministr námořnictva a královského domu (1699–1715)
- Jean-Frédéric Phélypeaux, hrabě de Maurepas (1701–1781), ministr námořnictva (1723–1749), první ministr (1776–1781)
- Paul-Jérôme Phélypeaux, markýz de Chef-Boutonne (1703–1775), generál
- Louis Phélypeaux, hrabě de Saint-Florentin (1705–1777), ministr královského domu (1749–1775), ministr zahraničí (1770–1771)
- Charles-Henri Phélypeaux (1706–1734), biskup v Blois (1734)
- Georges-Louis Phélypeaux (1729–1787), arcibiskup v Bourges (1757–1787)
- Antoine Le Picard de Phélypeaux (1767–1799), námořní důstojník v britských službách, poslední člen rodu